# ギリェルミ・ゼーフェルト・クローロウ
フォギーニョ（Foguinho）こと、ギリェルミ・ゼーフェルト・クローロウ（Guilherme Seefeldt Krolow、1992年6月15日 - ）は、ブラジル・リオグランデ・ド・スル州ポルト・アレグレ出身のプロサッカー選手。ポジションはミッドフィールダー。

## 来歴
2021年シーズン開幕後の3月22日、アヴァイFCからベガルタ仙台に完全移籍で加入することが発表された。新型コロナウイルス感染症の流行に伴う入国制限と隔離措置を経て、4月25日にチームに合流した。5月1日、J1リーグ第12節の川崎フロンターレ戦で加入後初出場。

## 人物
愛称の「フォギーニョ」はポルトガル語で「小さな炎」を意味し、生まれ持った金髪のため幼少期からそのように呼ばれていた。
特徴的な髭については、来日時点で4年間伸ばし続けており、ブラジルでひげを生やすスタイルが流行した事をきっかけに始めた。「自分も髭が好きですし、妻も髭が好きで切らせてくれないんです。長い間髭と一緒です」と話した。髭は髪の毛のように、洗って、クリームをつけて保湿し、乾かして愛を込めて育てているという。また、肌が敏感で、日差しに強くないため、夏の日差しから肌を守る役割もある。
サポーターからの人気が高く奥松島の牡蠣を「ブラジル人の私も驚きの美味しさ！絶対にまた食べに行きます」と述べたり、仙台のキャンプに合流しただけで記事になった事もある。
献身的なプレースタイルが特徴であり、2022年の契約更新の際には仙台に特別な思いを持っている事を明かした。

## 所属クラブ
- ECペロタス
- グレミオFBPA
- オペラリオ・フェロヴィアリオEC
- セアラーSC
- ADRCイカザ
- オエステFC
- AAアパレシデンセ
- グレミオ・エスポルチーヴォ・アナポリス（ポルトガル語版）
- GDシャヴェス
- クルゼイロEC
- SERカシアス・ド・スル
- クリシューマEC
- アヴァイFC
- 2021年 - 2023年  ベガルタ仙台
- 2024年 -  アソシアソン・シャペコエンセ・ジ・フチボウ

## Jリーグでの個人成績
| 国内大会個人成績 | 国内大会個人成績 | 国内大会個人成績 | 国内大会個人成績 | 国内大会個人成績 | 国内大会個人成績 | 国内大会個人成績 | 国内大会個人成績 | 国内大会個人成績 | 国内大会個人成績 | 国内大会個人成績 | 国内大会個人成績 |
| 年度             | クラブ           | 背番号           | リーグ           | リーグ戦         | リーグ戦         | リーグ杯         | リーグ杯         | オープン杯       | オープン杯       | 期間通算         | 期間通算         |
| 年度             | クラブ           | 背番号           | リーグ           | 出場             | 得点             | 出場             | 得点             | 出場             | 得点             | 出場             | 得点             |
| 日本             | 日本             | 日本             | 日本             | リーグ戦         | リーグ戦         | リーグ杯         | リーグ杯         | 天皇杯           | 天皇杯           | 期間通算         | 期間通算         |
| ---------------- | ---------------- | ---------------- | ---------------- | ---------------- | ---------------- | ---------------- | ---------------- | ---------------- | ---------------- | ---------------- | ---------------- |
| 2021             | 仙台             | 35               | J1               | 14               | 0                | 1                | 0                | 0                | 0                | 15               | 0                |
| 2022             | 仙台             | 35               | J2               | 35               | 5                | -                | -                | 2                | 0                | 37               | 5                |
| 2023             | 仙台             | 35               | J2               | 25               | 1                | -                | -                | 1                | 0                | 26               | 1                |
| 通算             | 日本             | 日本             | J1               | 14               | 0                | 1                | 0                | 0                | 0                | 15               | 0                |
| 通算             | 日本             | 日本             | J2               | 60               | 6                | -                | -                | 3                | 0                | 63               | 6                |
| 総通算           | 総通算           | 総通算           | 総通算           | 74               | 6                | 1                | 0                | 3                | 0                | 78               | 6                |